# Baronia de la Vega de Hoz
La Baronia de la Vega de Hoz és un títol nobiliari espanyol creat el 13 de febrer de 1891 pel rei Alfons XIII a favor d'Enrique de Leguina y Vidal, Senador del Regne per la Societat Econòmica de Sevilla.

## Barons de la Vega de Hoz
|                         | Titular                                 | Període                 |
| Creació per Alfons XIII | Creació per Alfons XIII                 | Creació per Alfons XIII |
| ----------------------- | --------------------------------------- | ----------------------- |
| I                       | Enrique de Leguina y Vidal              | 1891-1923               |
| II                      | Luisa de Leguina y Delgado              | 1923- ?                 |
| III                     | Francisco Javier Sánchez-Dalp y Leguina | 1980 - ?                |
| IV                      | Ana María Sánchez-Dalp y Leguina        | 2004-2013               |
| V                       | Pedro Fernández-Palacios Sánchez-Dalp   | 2013-actual titular     |

## Història dels Barons de la Vega de Hoz
- Enrique de Leguina y Vidal (1842-1923), I baró de la Vega de Hoz. Sense descendents. El succeí la seva neboda:

- Luisa de Leguina y Delgado, II baronessa de la Vega de Hoz.

1. Casada amb Manuel Sánchez-Dalp y Marañón. La succeí el seu fill:

- Francisco Javier Sánchez-Dalp y Leguina, III baró de la Vega de Hoz, III comte de Torres de Sánchez-Dalp, III marquès d'Aracena. Li va ser expedida Carta de Successió en 3 d'octubre de 1980. El va succeir, en 2004, la seva germana:

- Ana María Sánchez-Dalp y Leguina, IV baronessa de la Vega de Hoz, IV comtessa de Torres de Sánchez-Dalp, IV marquesa d'Aracena. El B.O.E. del 22 d'abril 2004 publicà l'Ordre per la que s'ordenà expedir Reial Carta de Successió al seu nom en el primer dels títols.

1. Casada amb Pedro Fernández-Palacios Marín.

- Pedro Fernández-Palacios Sánchez-Dalp, V baró de la Vega de Hoz, V comte de Torres de Sánchez-Dalp, V marquès d'Aracena.

1. Casat amb Esperanza Parejo Muñoz.